# توماس هود

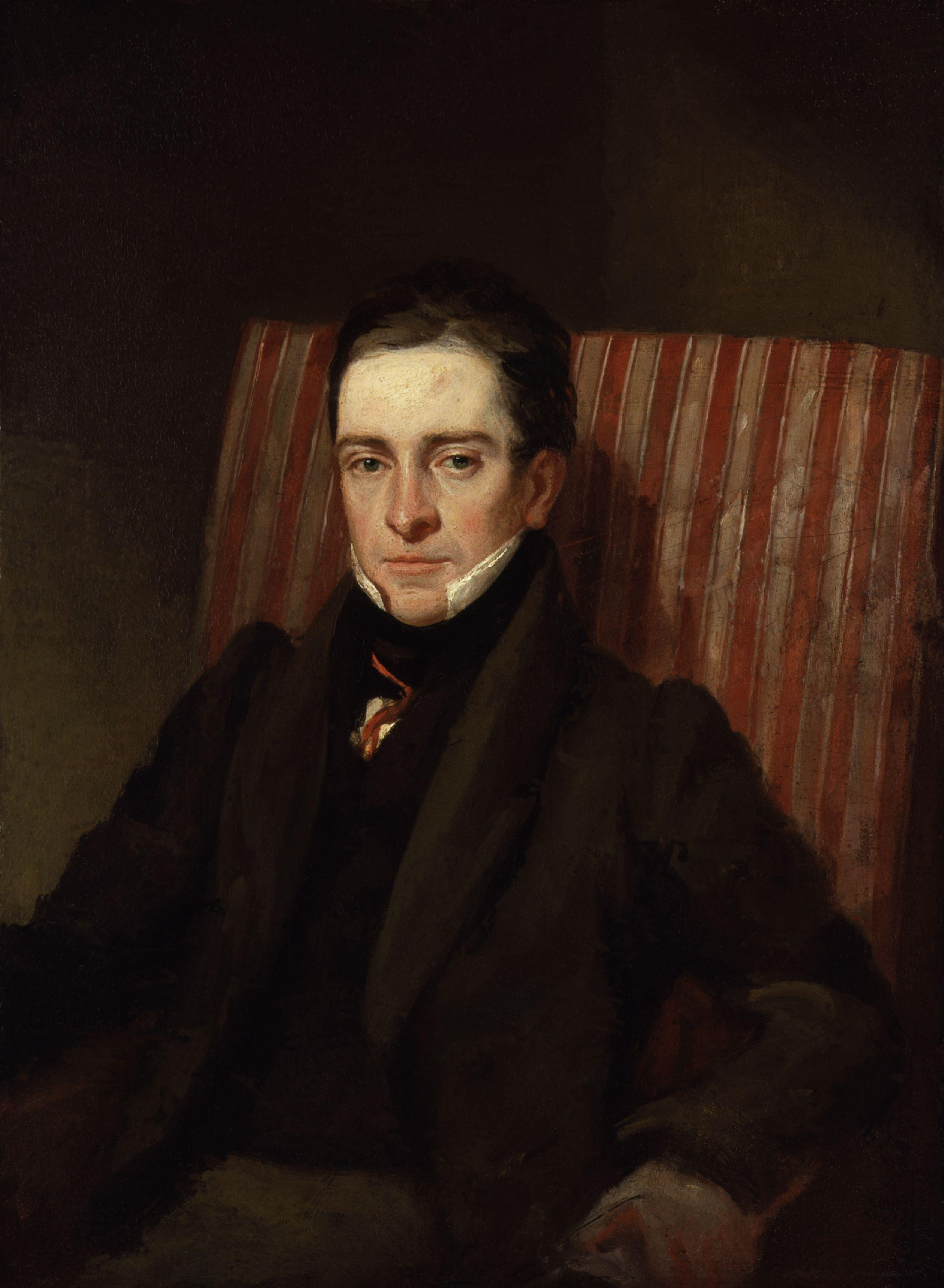
توماس هود

توماس هود (به انگلیسی: Thomas Hood) (زاده ۲۳ مه ۱۷۹۹ - درگذشته ۳ مه ۱۸۴۵) فکاهی‌نویس و شاعر بریتانیایی بود. فرزند او تام هود نیز نمایش‌نامه‌نویس و ویراستار شناخته شده‌ای بود.